# Нападение на гимназию № 5 в Брянске
Нападение на гимназию № 5 в Брянске — случай стрельбы в школе, произошедший в Брянске утром 7 декабря 2023 года. В результате инцидента погибло 2 человека из числа учащихся, включая саму нападавшую, которая покончила с собой; ещё 5 человек пострадало.

## Ход событий
В 9:15 утра городской диспетчерской службой было получено сообщение о стрельбе в гимназии № 5. Как сообщило управление МВД Российской Федерации по Брянской области, одна из учениц пронесла в здание гимназии огнестрельное оружие и произвела несколько выстрелов. В результате стрельбы погибла одноклассница Мария Несмачная, было ранено ещё пять учеников, после чего стрелявшая застрелилась. Всё происходило в кабинете биологии. Девушка использовала дробовик «Бекас-3», принадлежащий её отцу, который она пронесла в школу в тубусе.
Ученики гимназии были экстренно эвакуированы, после инцидента их отпустили по домам.
У 14-летней Алины, открывшей стрельбу в тот день, есть сестра-близнец Дарья Афанаскина, в момент происшествия она также находилась в классе. Они пришли в школу вместе; по версии следствия, сестра-близнец стрелявшей могла не знать о её планах.

## Расследование
В совершении преступления подозревается ученица восьмого класса гимназии 14-летняя Алина Дмитриевна Афанаскина (17 июля 2009 — 7 декабря 2023).
Следственный комитет Российской Федерации возбудил уголовное дело по ч. 2 ст. 105 УК РФ — «Убийство». В качестве основной версии причин стрельбы правоохранители рассматривают конфликт ученицы с одноклассниками. По словам учащейся гимназии, стрелявшая девочка была замкнутой и сталкивалась с травлей. Как сообщил депутат Госдумы Александр Хинштейн, среди личных вещей стрелявшей, обнаруженных на месте преступления, были рюкзак, коробка патронов и записи о том, что девочке «надо обязательно встретиться с другом» (оформленные как пример по русскому языку). Ситуацию с пострадавшими во время стрельбы взяла на личный контроль уполномоченный при Президенте РФ по правам ребёнка Мария Львова-Белова.
Отец нападавшей был задержан. Сначала предполагалось, что ему грозят исправительные работы на срок до двух лет, либо обязательные работы на срок до 480 часов, либо лишение свободы на срок до двух лет согласно ч. 2 ст. 224 УК РФ. Позже отца восьмиклассницы, которая устроила стрельбу, заключили под стражу и возбудили против него уголовное дело по статье 110 УК РФ (доведение до самоубийства). На следующий день брянская прокуратура обжаловала одобренный арест отца Афанаскина и отправила его под домашний арест.
9 декабря была задержана Лариса Католикова, заместитель директора гимназии № 5, где произошла стрельба. Ей предъявлено обвинение по части 3 статьи 293 УК РФ — халатность, которая повлекла смерть двух и более лиц.
Процесс над отцом Афанаскиной начался в декабре 2024 года, с него было снято обвинение в доведении до самоубийства. В обвинении о небрежном хранении оружия Афанаскин вину не признал. По просьбе потерпевших заседания были закрытыми.
По информации Mash, нападавшую могли завербовать некие «украинские радикалы» из запрещённой в России экстремистской и террористической группировки. Восьмиклассница якобы общалась с ними в тематических чатах.
19 марта 2025 года отец нападавшей Дмитрий Афанаскин был приговорён к 1,5 годам исправительных работ с удержанием 15 % заработной платы в пользу государства. Суд признал его виновным в небрежном хранении оружия, повлекшим гибель и ранение несовершеннолетних. Суд счёл, что Афанаскин «не обеспечил безопасность и сохранность оружия по месту проживания».